# Ящер (Marvel Comics)
Я́щер (англ. Lizard), настоящее имя — доктор Кёртис «Курт» Ко́ннорс (англ. Dr. Curtis "Curt" Connors) — суперзлодей комиксов издательства Marvel Comics. Ящер создан Стэном Ли и Стивом Дитко и впервые появился на страницах комикса The Amazing Spider-Man #6 (ноябрь 1963), где становится врагом супергероя Человека-паука. Хотя персонаж сохранял позицию злодея на протяжении большей части своих последующих появлений, он также изображался как трагический антигерой и случайный союзник Человека-паука. Коннорс иногда является союзником Человека-паука, как и он сам, но не обязательно как его альтер эго.
С момента появления в комиксах персонаж фигурировал в многочисленных медиа-продуктах по мотивам комиксов о Человеке-пауке, включая фильмы, мультсериалы и видеоигры. В игровом кино его сыграли Дилан Бейкер («Человек-паук 2» 2004 года и «Человек-паук 3: Враг в отражении» 2007 года) и Рис Иванс («Новый Человек-паук» 2012 года и «Человек-паук: Нет пути домой» 2021 года). В 2009 году Ящер занял 62-е место в списке величайших злодеев комиксов всех времён по версии IGN.

## Биография
Курт Коннорс родился в городе Алатырь, штат Флорида. Он был талантливым хирургом, который поступил на службу в армию США и был отправлен на войну. В качестве полевого доктора, Коннорс проводил хирургические операции на полях сражений, оказывая помощь солдатам, пока не получил серьёзное огнестрельное ранение правой руки при сильном взрыве. В скором времени руку пришлось ампутировать. После возвращения к гражданской жизни в качестве исследователя-технолога, Коннорс стал одержим идеей раскрытия тайн регенерации конечностей у рептилий. Находясь у себя дома в Эверглейдс, при помощи своего приятеля Теда Соллиса он наконец разработал экспериментальную сыворотку, взятую из ДНК рептилий. Коннорс успешно восстановил повреждённую лапу кролика, и белой мышки, а затем решил испытать сыворотку на себе. В результате опыта, ему действительно удалось отрастить свою правую руку, однако препарат имел побочный эффект — Коннорс мутировал в Человека-ящера. Питер Паркер обнаружил его во время своей поездки во Флориду, расследуя для своей газеты историю Ящера. Используя записи Коннорса, Человек-паук смог создать сыворотку, вернувшую доктора Коннорса в человеческий облик, и восстановившую его разум. Ещё одна попытка разработать эту сыворотку для безопасного использования вновь привела к трансформации Коннорса в Ящера, но в этот раз он был спасён благодаря своему бывшему коллеге профессору Чарльзу Ксавьеру и его первому составу Людей Икс, Зверь и Архангел выследили Ящера в болотах и Человек-лёд погрузил его в спячку, достаточно длинную, чтобы найти лекарство.
Позднее Курт Коннорс переехал в Нью-Йорк. Он смог отблагодарить Человека-паука, разработав препарат спасший жизнь Мэй Паркер, после того как она получила сильную дозу радиации, при переливании крови от Питера Паркера. Позже стало ясно, что излечение Коннорса от мутации в Ящера краткосрочно. При очень сильном нервном напряжении Коннорс вновь мутировал в рептилию. Человек-паук сразился с ним и затем использовал сыворотку, чтобы вновь обратить Коннорса в человека, на некоторое время. Вторая личность, сформированная Ящером, не имеет практически ничего общего с Куртом. Ящер стремится создать мир, в котором все люди превращены в людей-ящеров, таких же, как и он сам. Тем не менее, несмотря на свою ненависть к людям, он много раз доказывал своё нежелание причинить вред своей жене Марте и маленькому сыну Билли.
Как Коннорс, он помогал Человеку-пауку победить Носорога, разработав формулу, разъедающую костюм Рино. Но во время опытов, под воздействием химикатов, Курт вновь превратил себя в Ящера. Однако Человеку-пауку удалось вернуть Курту человеческий облик. Позднее Коннорса похитили и вынудили участвовать в создании омолаживающей сыворотки для Сильвермейна. Нервное, большое напряжение, вызванное этими событиями, привело к очередной трансформации Коннорса в Ящера. В облике Ящера он сражался с Человеком-пауком и Человеком-факелом. После чего Человек-паук вновь вернул ему человеческий облик Курта.
Во время следующей встречи с Человеком-пауком после попыток Питера избавиться от четырёх выросших рук, укус Морбиуса заразил Ящера, с личностью Коннорса, чужеродной инфекцией. Коннорс создал противоядие для себя и Человека-Паука при помощи ферментов Морбиуса. Курт Коннорс позднее помог Человеку-пауку, Ка-Зару и Чёрной Пантере в борьбе со Стегроном. Позже Ящер сражался с Человеком-пауком и Стегроном, после того как последний похитил Билли Коннорса. Всё это время Питер Паркер работал научным ассистентом доктора Коннорса, хотя тот даже не догадывается, что Питер Паркер является Человеком-пауком.
В начале Secret Wars (Секретных войн) Ящер отказывался принимать сторону какой-либо из сторон конфликта. Хотя Ящер и был призван на войну наряду с другими суперзлодеями, он отделился от основной группы после первого же сражения и поселился в болоте, где подружился с Осой, которая помогла ему залечить полученные в бою раны. После Ящер проклял магию Чаровницы, а затем вернулся в человеческую форму Курта. После возвращения Коннорса его жена забрала сына Билли и отселилась от Курта. Ящер по всей видимости был задет пространственной телепортацией, так как Коннорс в своём сознании подчинил Ящера и сражался против Филина вместе с Человеком-пауком. Однако мистическая активность, проявившаяся в Inferno crisis (кризисе инферно), вновь высвободила зверскую натуру Ящера, в результате чего Человеку-пауку вновь пришлось излечивать Коннорса от мутации. Затем Коннорс попытался наладить свою жизнь и взять контроль над Ящером, в чём достиг некоторого успеха. Эти начинания были прерваны, когда Калипсо использовала магию вуду, для того, чтобы использовать Ящера в собственных преступных целях. После серии кровавых сражений Калипсо и Ящер были побеждены Человеком-пауком. Спустя некоторое время Коннорс вновь получил контроль над телом и разумом Ящера, хотя и весьма непрочный. Курт смог временно излечить самого себя, после чего добровольно отправился в тюрьму для суперзлодеев. Когда Калипсо вновь магией вуду трансформировала Коннорса в Ящера, и попыталась поработить его, Ящер убил её и сбежал из тюрьмы. После побега Ящер угодил в зыбучие пески, сражаясь с Человеком-пауком, и как казалось, погиб. Впрочем, вскоре выяснилось, что слухи о его смерти преувеличены.

### Ящер-клон и возвращение Ящера
Вскоре после того, как Коннорс, как казалось, утонул в зыбучих песках, огромный Ящер появился вновь. Человек-паук (Бен Рейли) осознал, что Ящер не просто выжил, но и полностью подчинил себе личность Коннорса, не оставив никакого шанса на обратную человеческую трансформацию. Однако, когда этот безумный Ящер неожиданно столкнулся с настоящим Доктором Коннорсом, Курт трансформировался в Ящера, и, спасая свою семью, уничтожил наповал Ящера-клона. Как выяснилось, Ящер-клон случайно возник в ходе испытаний разрабатываемой Коннорсом сыворотки. Оставшийся на хвосте исследуемой ящерицы препарат, спровоцировал превращение конечности рептилии в полноценного Ящера.

### Смерть Марты Коннорс и дальнейшая жизнь
Хотя семья Коннорсов и воссоединилась после произошедших событий, но до спокойствия было ещё далеко. В этот раз трагедия произошла с Мартой и Билли. Как матери, так и сыну был поставлен диагноз рака — результат влияния лаборатории «Монано», расположенной рядом с домом Коннорсов во Флориде. Человек-паук помог Курту заставить компанию Монано признать свою вину. Однако Марта всё же погибла от рака. Билли, к счастью, удалось излечить от рака. Ощущение Куртом вины за всё случившееся и злости на свою судьбу в скором времени спровоцировали новое превращение в Ящера и сражение с Человеком-пауком. После возвращения в первоначальную человеческую форму Курт попытался ограбить банк, чтобы оказаться в тюрьме. Однако это тюремное заключение было весьма краткосрочным. Он был освобождён из тюрьмы и превращён в Ящера большими усилиями Нормана Озборна, являющегося Зелёным Гоблином. Ящер был нужен Озборну для создания «Зловещей Дюжины» — группы суперзлодеев, собранной для уничтожения Человека-паука. Члены Зловещей Дюжины были побеждены и арестованы совместными усилиями Сорвиголовы, Фантастической четвёрки и некоторых Мстителей.
После Гражданской войны Доктор Курт Коннорс помогал Человеку-пауку разрабатывать лекарства для жертв Кельвина Забо, известного как мистер Хайд. Доктор Коннорс также исследовал продвижение Комодо, студентки, укравшей образец сыворотки, превратившей Курта Коннорса в Ящера. Комодо, модифицировав препарат, исцелила свои ампутированные ноги и, кроме того, получила силу рептилии.

### Brand New Day
Курт Коннорс также появлялся на страницах комикса Brand New Day. Коннорс проводил эксперименты со стволовыми клетками, а также оказывал помощь Карли Купер.

### Сбросить кожу
Александра Кравинова похищает Мадам Паутину, которая произносит пророчество, что Коннорс превратится в Ящера, но любовь к сыну позволит Кёртису побороть монстра. Александра поручает своему сыну Алексею повлиять на ситуацию и тот, в свою очередь, приказывает своей сестре Анне «накормить» Ящера. Тем временем Коннорс, поссорившись с начальством и лишившись возможности вернуть себе опеку над Билли, как и было предсказано, вновь превращается в Ящера. Ящер хочет заполучить постоянный контроль над своим телом, для чего решает убить Билли Коннорса, поскольку Курт во время неудачного посещения Билли имел неосторожность сказать, что то, что он теряет сына, убивает его. После небольшого сражения с Человеком-пауком около дома Коннорсов Ящер уходит. Тем временем Анна Сергеевна Кравинова смертельно ранит работницу социальной службы, похищает Билли и оставляет его на растерзание Ящеру. Билли видит приближающегося к нему монстра, но не пытается убежать и сначала умоляет отца не делать того, зачем он пришёл, но, поняв, что это не помогает, спокойно говорит в лицо Ящеру, что всегда знал, что тот убьёт его. Ящер жестоко убивает Билли Коннорса, тем самым убивая (как позже выяснилось не полностью) и сознание Курта, а затем перерождается в новую, ещё более ужасную форму. Рептилия получает все знания Коннорса, а также возможность выпускать на волю других Ящеров, сидящих внутри каждого человека. Используя новые возможности, Ящер выпускает всех Ящеров города. Человек-паук пытается вернуть Коннорса, но Ящер лишь смеётся над ним, говоря, что Коннорс мёртв, после чего напускает на своего противника разъярённых людей. Человек-паук тщетно пытается противостоять им, но люди рвут его костюм и ломают пускатели паутины. Однако Ящер видит принесённое Человеком-пауком фото Билли Коннорса, и у него просыпается доселе неведомая ему совесть. Ящер утаскивает Человека-паука на крышу, где, не в силах выносить незнакомые ему чувства, пытается заставить Человека-паука признать, что убийство Билли Коннорса было правильной и, более того, сильной идеей. Но внезапно Ящер видит авиалайнер, пролетающий над городом, и, впервые поняв, что он никогда раньше не видел подобного, осознаёт, что Коннорс был кем-то очень важным для него. Не в силах терпеть душевную боль, Ящер убегает, вернув всем жителям Нью-Йорка их прежнее сознание. Но некоторые люди всё же уходят вслед за Ящером в канализацию, посчитав путь Ящера притягательным.

### Нет пути назад
Живой вампир Майкл Морбиус, в надежде снова стать человеком, изобретает лекарство и решает сначала испытать его на Ящере. Для этого он выкапывает тело Билли Коннорса и на основе него адаптирует лекарство под Ящера. Он и Человек-паук сражаются с мутантом, который попутно рассказывает им, что ни один из пришедших к нему людей не смог принять путь Ящера, в результате чего он их просто съел. В итоге Морбиус и сотрудники «Хоризон Лабс» используют на Ящере изобретение Морбиуса — гарпуны заполненные лекарством, которые возвращают ему человеческий облик. Но они не знают, что не вернули Коннорса, и телом всё ещё владеет личность Ящера. Ящера отвозят в здание «Хоризон Лабс», где он успешно изображает, что лекарство сработало. Чтобы вывести из игры Морбиуса, Ящер выпускает в вентиляцию пары крови, вследствие чего Майкл не выдерживает и кусает одну из сотрудниц «Хоризон Лабс» и будущую противницу Питера Паркера, Саджани. Взбешённый предательством Человек-паук пускается в погоню за Морбиусом, а Ящер тем временем всячески пытается вернуть себе свою прежнюю форму, для чего раз за разом воссоздаёт мутагенную сыворотку и испытывает её на сотрудниках «Хоризон Лабс», к которым заявляется под разными предлогами. Но сыворотка не работает как надо и, по иронии судьбы, лишь делает то, ради чего Коннорс и пошёл в своё время на рискованный эксперимент — отращивает Ящеру утерянную руку, которую тот раз за разом вынужден отрезать газовой горелкой. Кроме того, Ящера начинают преследовать неприятные галлюцинации — вместо мальчика-вундеркинда, также работающего в «Хоризон Лабс», он постоянно видит убитого им Билли Коннорса. В итоге после беседы с ним и партии в компьютерную игру Ящеру удаётся воспроизвести сыворотку, способную преодолеть эффект лекарства Морбиуса. Но Ящеру понравилось быть человеком, и он не решается ввести себе мутаген, пытаясь понять, то ли это, чего он хочет. Карли Купер встречает Ящера, но понимает, чтo что-то не так, ведь Ящер в спешке отрезал себе не ту руку. В этот момент работающий на Кингпина сотрудник «Хоризон Лабс» саботирует систему безопасности и случайно выпускает всех превращённых Ящером в рептилий сотрудников лаборатории. Появляется Человек-паук победивший Морбиуса, и хочет начать сражение с ящерами, однако те не проявляют никакой агрессии к людям. Саджани говорит, что это естественно, ведь люди и ящерицы — не природные враги. Человек-паук слышит предупредительный выстрел, сделанный Карли Купер, и спешит к ней. Там он говорит ей то, что услышал от Саджани. Но Карли напоминает ему, что Ящер все эти годы пытался убить его. Тогда Человек-паук поворачивается к Ящеру и говорит ему, что возможно он ошибался, и истинной тёмной стороной был сам Курт Коннорс, разозлённый тем, что потерял правую руку, жену, а затем и сына. Но уже слишком поздно. Ящер, не желая оказаться в тюрьме, вводит в культю левой руки мутаген и начинает стремительно мутировать. Человек-паук понимая, что после мутации Ящер сможет телепатически контролировать всех мутировавших сотрудников, хватает его, разбивает им стену и выбрасывает Ящера на улицу. Там Ящер мутирует в свою окончательную, завершённую форму. Человек-паук сражается с ним, но Ящер теперь во много раз сильнее. Человек-паук решает ввести последнюю дозу лекарства Морбиуса в мозг Ящера, в рептильную его часть. Но Ящер ловко уклоняется от всех попыток это сделать. Сражение происходит на пристани, у Ящера есть все возможности сбежать, но он не хочет этого делать. Он, судя по диалогам, сойдя с ума, обвиняет Человека-паука в том, что тот и понятия не имеет, на что вынудил его. Ящер всегда считал себя лучше людей, но только став одним из них, он понял, как он ошибался. Ведь людям доступны ощущения и эмоции, недоступные рептилиям. Но теперь, поскольку повторная мутация в человека уже абсолютно невозможна, Ящер навсегда лишился всего этого великолепия. В ярости Ящер обещает убить всех присутствующих на пристани людей, но внезапно у него вновь начинаются галлюцинации. Вместо женщины, которую он собрался убить, он видит давно умершую жену Коннорса Марту. Ящер поднимает глаза и видит, что все присутствующие на пристани женщины стали Мартой Коннорс, а все дети — убитым им сыном Коннорса — Билли. Ящер не может вынести этого зрелища и поворачивается к Человеку-пауку, вместо которого ему мерещится Курт Коннорс. Человек-паук говорит, что часть Ящера хочет, чтобы он всё закончил, поэтому и заставляет его видеть своего врага одноруким человеком, которому «нечего скрывать». Пользуясь тем, что Ящер не видит зажатый в его правой руке гарпун с лекарством, Человек-паук вонзает гарпун в голову Ящеру, который кричит и падает. Однако лекарство бессильно перед новой формой Ящера и лишь лишает его сознания. В ужасе от того, что он сделал, Человек-паук пытается привести Ящера в чувство, на что монстр из последних сил произносит «Ты проиграл… Не человек…» Ящера забирают в тюрьму сверх-строгого режима «Рафт». Человек-паук навещает его, после чего, удостоверившись, что с ним всё в порядке, уходит. Однако, он не знает и узнаёт это лишь за несколько часов до своей собственной смерти в сюжетной арке «Предсмертное Желание», что лекарство всё же подействовало, восстановив личность Коннорса. Теперь уже Коннорс заперт в теле Ящера. Но Курт решает никому не говорить об этом, считая, что это наказание за всё, что он сделал, будучи Ящером. Последние его слова в комиксе звучат так: «Это мой Ад. И я это заслужил».

## Альтернативные версии

### Ultimate
Ящер этой вселенной впервые появляется в 10 выпуске комикса «Marvel Team-Up». Курт Коннорс — генетик, который потерял правую руку при неизвестных обстоятельствах. Он посвятил себя поиску средства восстановлении утраченной конечности и стал изучать регенеративные возможности рептилий. Однако после пяти лет без крупных прорывов его спонсоры резко прекратили его денежное финансирование. От разочарования, напиваясь алкоголем, пьяный Коннорс ввёл себе экспериментальную сыворотку в отчаянной попытке добиться результатов. Его правая рука регенерировала, но вдруг он превращается в ящерицеобразное существо. В поисках своего убежища в канализации, он стал городской легендой, получив название в прессе «Ящер». Человек-паук разыскал Коннорса, который напал на юного героя, после чего доктор Коннорс вернулся в человеческую форму, а его правая рука исчезла. Тем не менее, его ДНК нанесён непоправимый ущерб, и Ящер может вернуться в любой момент. Курт бросил жену и сына, боясь за их безопасность. Используя ДНК Человека-паука и частицы Венома, на основе анализа его старого друга Ричарда Паркера, Коннорс непреднамеренно создал суперзлодея Карнажа. В связи с возникшей суматохой доктор был арестован, и Stark Industries отменила свою финансовую поддержку экспериментов, но помощник Коннорса Бен Рейли получил ещё один образец ДНК Паркера, подготавливая почву для последующих экспериментов. Последний раз его видели в Ultimate Spider-Man # 127, где доктор Курт Коннорс был помилован и принят на работу в Щ.И.Т.

### Marvel Noir
В Марвел Нуар Коннорс был научным ассистентом Отто Октавиуса. Они проводили эксперименты в заброшенной больнице на острове Элли, где проводили эксперименты по управлению разумом, а в качестве подопытных крыс использовали похищенных афроамериканцев.

### Marvel 1602
Доктор Коннорс был философом, заражённым бубонной чумой. Позже он создал эликсир из яйца динозавра, превративший его в ящероподобное существо. Этот Ящер больше напоминает велоцираптора и обладает примитивным разумом. Ящера использовал Барон Октавиус, чтобы поймать Паука.

### Marvel Zombies
После проникновения на Землю зомби-вируса Ящер, как и многие герои и злодеи, был заражён.

### Тайные Войны
Ящер появляется в седьмом выпуске основной серии. В Мире Битв он является членом организации Торов и показан лояльным Виктору фон Думу. Однако из какой вселенной происходит данная версия Ящера, не уточняется.

## Силы и способности
После принятия сыворотки, доктор Коннорс стал превращаться в гибрид человека и ящерицы. В таком облике он обладает повышенной силой, скоростью и ловкостью, однако в большинстве случаев теряет человеческий разум. Также ему передалась способность ящериц к невероятной регенерации. Так, однажды из отрубленного хвоста ящера вырос его клон. Помимо этого он имеет телепатическую связь со многими рептилиями, получая возможность управлять ими.

## Вне комиксов

### Мультипликация
Ящер в том или ином виде присутствует практически во всех мультсериалах, посвящённых Человеку-пауку.
- В мультсериале «Человек-паук» (1994) Ящера озвучил Джозеф Кампанелла. Персонаж впервые появляется в серии «Ночная Ящерица» и участвует в сериале довольно активно. Он изображён как гений, но как в комиксах иногда бывает диким. В своём первом появлении доктор Коннорс превращается в Ящера после эксперимента с ящерицей, чтобы отрастить правую руку. Он похищает свою жену Маргарет, чтобы закончить эксперимент превращения людей Нью-Йорка в таких же уродов, как и он сам. Однако его побеждает Человек-паук. Курт Коннорс появлялся в последующих сериях, но уже в качестве друга и союзника Человека-паука. В серии «Плита Времени» он снова ненадолго превращается в Ящера. В сериях «Неутолимое Время» и «Последний Неогенный кошмар» Курт дважды ненадолго превращается в Ящера. В серии «Наваждение Мэри Джейн Уотсон» Ящер появляется в форме робота. В эпизоде «Король Ящериц» становится известно, что химические вещества доктора попали в канализацию, и в результате эти вещества мутировали в маленьких ящеров, превращая их в таких же умных и сильных, как и сам Курт. После этого они ищут его, думая, что он их король и создатель. Коннорс превращается в Ящера и становится королём ящеров. Маргарет и Мэри Джейн ищут Дебру Уитман, чтобы она создала лекарство от превращения в ящеров, и ей это удаётся. В событии «Секретные войны» Ящер был перемещён Странником на неизвестную планету вместе с остальными суперзлодеями. Когда Человек-паук телепортирует к себе Фантастическую четвёрку, Капитана Америку, Железного человека и Шторма, Ящер нападает на их базу, но затем проигрывает. Мистер Фантастик пробуждает в Ящере сознание Коннорса, и тот присоединяется к супергероям, используя суперспособности Ящера в бою со врагами. Когда Первая Секретная война заканчивается, Странник возвращает Коннорса в человеческий облик и отправляет назад на Землю.
- Ящер также появляется в мультсериале «Человек-паук» (2003) в эпизоде «Закон Джунглей». Его озвучил рок-музыкант и режиссёр Роб Зомби. Внешность Ящера в этом мультфильме была гораздо более животной и напоминала бешеную рептилию, в отличие от классического вида. В этом эпизоде Коннорс рассказывает, как потерял правую руку в результате аварии на испытаниях ядерного оружия в «Озкорп Индастриз». И когда он превращается в Ящера, то идёт к Гарри Озборну. Ящер падает с вертолёта в конце эпизода и погибает.
- Ящер появляется в сериале «Новые приключения Человека-паука» в почти каноничной версии.
- Курт Коннорс появляется в сериале «Великий Человек-паук», где при первой встрече с Паркером притворяется, что у него нет правой руки. В предпоследней серии 1-го сезона Зелёный гоблин ломает ему руку по-настоящему. Во 2-м сезоне Коннорс превращается в Ящера под действием сыворотки Отто Октавиуса и дважды становится членом Зловещей шестёрки Доктора Осьминога. В 4-м сезоне в заключительных двух сериях, Ящер в третий раз становится членом четвёртой Зловещей шестёрки Доктора Осьминога, и становится человеком Кроссобонусом благодаря антидоту Доктора Осьминога и помощи Человека-паука.

### Кино

#### Трилогия «Человек-паук»
- В трилогии «Человек-паук» от Сэма Рэйми доктора Коннорса сыграл Дилан Бейкер. Он появляется в фильмах «Человек-паук 2» (2004) и «Человек-паук 3: Враг в отражении» (2007), но только в человеческом облике. В отличие от комиксов, в фильмах он физик, а его семья не упоминается. Он ценит способности Питера, но в течение большей части второго фильма порицает его за низкие отметки (что, впрочем, затем прекращается). В третьем фильме он открывает Питеру свойства симбиота Венома.

#### Дилогия «Новый Человек-паук» иКинематографическая вселенная Marvel

Ящер в фильме «Новый Человек-паук» (2012)

- В фильме-перезапуске под названием «Новый Человек-паук» (2012) Курта Коннорса / Ящера сыграл Рис Иванс[28][29]. Он является главным антагонистом фильма, давним другом и коллегой отца Питера Паркера, Ричарда. Когда Питер начинает собственное расследование исчезновения своих родителей, он выходит на Коннорса. Он помогает Курту закончить формулу регенерации руки, над которой Коннорс и Ричард работали вместе. Курт решает испытать её на лабораторной крысе, и в результате у той отрастает одна лапка. Несмотря на то, что формула ещё не доработана, начальник Коннорса, Раджит Ратха, хочет провести её испытание на человеке, чтобы убедиться в эффективности, так как тогда сыворотка позволит излечить смертельную болезнь Нормана Озборна. Тогда Коннорс вводит формулу себе и его правая рука отрастает. Однако затем он начинает мутировать и в результате становится Ящером. Коннорс одержим идеей превратить весь город в себе подобных ящеров, считая людей ничтожными существами, для чего решает с помощью прибора, известного как «Аппарат Ганали», распылить по городу газовый мутаген. Питер, который стал супергероем Человеком-пауком и капитан Джордж Стейси, который встал на сторону Питера, вовремя останавливают Ящера, заменив мутаген на антидот, который и превращает Коннорса обратно в человека, но перед этим Ящер убивает капитана Стейси. Чувствуя вину за свои преступления, Коннорс добровольно сдаётся полиции. В сцене после титров таинственный человек спрашивает у Коннорса о Питере, но Курт сообщает, что супергерой не в курсе дел. Доктор Коннорс также упоминается в сиквеле фильма под названием «Новый Человек-паук: Высокое напряжение» (2014).
- Рис Иванс вернулся к роли Ящера в фильме «Человек-паук: Нет пути домой» (2021). После того, как Доктор Стивен Стрэндж произносит заклинание, чтобы все забыли о том, что Питер Паркер — это Человек-паук, заклинание нарушается, из-за чего Коннорс оказывается в альтернативной вселенной, однако Доктор Стрэндж быстро берёт его в плен, где он вскоре встречается с другими суперзлодеями, перемещёнными в альтернативную реальность. Паркер пытается вылечить злодеев, но Зелёный гоблин срывает процедуру. Позже Коннорс присоединяется к Флинту Марко и Максу Диллону в борьбе с Человеком-пауком и двумя его альтернативными версиями, однако благодаря антидоту, который воспроизвёл Человек-паук из вселенной Коннорса, местный Человек-паук излечивает его, а Доктор Стрэндж возвращает перемещённых героев и вылеченных злодеев обратно в их вселенные.

#### «Человек-паук: Через вселенные»
- В мультфильме «Человек-паук: Через вселенные» (2018) Гвен-паук в своей вселенной сражалась с Ящером, которым оказался Питер Паркер.

### Компьютерные игры
- Является одним из боссов Spider-Man 2: Enter Electro.
- Играбельный союзник в Spider-Man: Friend or Foe.
- В игре Marvel: Ultimate Alliance вместе со Скорпионом, является мини-боссом в одном из уровней Асгарда. Также, оба имеют специальный диалог с Человеком-пауком.
- В Spider-Man 3 является боссом и суперзлодеем, превратившим несколько десятков жителей Нью-Йорка в себе подобных ящериц.
- В Marvel: Ultimate Alliance 2, появляется как босс в специальной миссии за Гамбита.
- Босс в игре The Amazing Spider-Man.
- Босс в бонусном уровне и играбельный персонаж в Lego Marvel Super Heroes.
- Ящер — босс в MMORPG Marvel Heroes. Находится в локации «Bronx Zoo».
- В Spider-Man Unlimited появляется его альтернативная версия — Ящер-Паук, как играбельный персонаж.
- Появляется в сцене после титров в игре Marvel’s Spider-Man: Miles Morales.
- Один из главных сюжетных боссов в игре Marvel’s Spider-Man 2. Битва с ним происходит в несколько этапов на одной и той же локации, не считая погони за ним по всему городу.

## Критика и отзывы
- В 2009 году Ящер занял № 62 в списке 100 величайших злодеев комиксов по версии IGN.